# Жюль и Джим
«Жюль и Джим» (фр. Jules et Jim) — третий по счёту полнометражный фильм французского режиссёра Франсуа Трюффо (1962). Экранизация одноимённого полуавтобиографического романа французского писателя Анри-Пьера Роше (1953).
Звуковая дорожка, сочинённая к фильму Жоржем Делерю, была названа журналом «TIME» одной из десяти лучших в истории кинематографа.

## Сюжет
Перед Первой мировой войной в Париже жили два друга — австриец Жюль и француз Джим. Однажды они увидели в музее древнюю статую и влюбились в неё. Вскоре женщина, очень похожая на статую, материализовалась в их жизни и заворожила обоих. На протяжении многих лет друзья тщетно ждали, на ком из них она остановит свой выбор. Катрин заявляла, что любит то одного, то другого, то их обоих. Гордиев узел взаимных симпатий разрубила неожиданная трагедия.

## История создания
Трюффо нашёл роман малоизвестного писателя Анри-Пьера Роше, когда рылся в букинистических развалах, работая критиком в журнале «Кайе-дю-синема». Он полюбил эту книгу и свёл знакомство с её автором. По его просьбе Роше, которому было уже под 80, согласился написать к фильму сценарий и диалоги, но умер до начала съёмок. Режиссёр высоко оценил его творчество, буквально с первых же строк. Он сравнивал его с одним из своих любимых писателей того времени — Жаном Кокто. «Но в Анри-Пьере Роше я открыл писателя, который показался мне ещё сильнее, чем Кокто, поскольку он добивался в прозе того же поэтического эффекта, но более скупыми средствами: ультракороткими фразами из самых простых, бытовых слов. Стиль Роше таков, что чувство рождается в нём из пустоты, из небытия, из выброшенных автором слов, то есть из самого умолчания», — говорил позже Трюффо. 
Съёмки прошли в Париже, на Лазурном Берегу и в Эльзасе с 10 апреля по 28 июня 1961 года, а уже 23 января 1962 года фильм был впервые представлен французской публике и имел грандиозный успех, войдя в историю как подлинная энциклопедия киноязыка Французской новой волны. Даже кумир Трюффо, Жан Ренуар, заявил, что был бы не прочь увидеть своё имя в титрах.
Специалистов восхитила мобильность кинокамеры, которую оператор Рауль Кутар то держит в руках, то привязывает к велосипеду, то устанавливает на вертолёте, заставляя выписывать невероятные пируэты. Стилистическая лёгкость фильма сродни лёгкости экспериментирования героев с собственными чувствами. Молодёжь шестидесятых видела в «Жюле и Джиме» проповедь свободной любви, хотя фильм скорее высвечивает лёгкость таких отношений.
Через 9 лет после «Жюля и Джима» Трюффо экранизировал другой роман Роше — «Две англичанки и „Континент“».

## В ролях
- Жанна Моро — Катрин
- Оскар Вернер — Жюль
- Анри Серр — Джим
- Мари Дюбуа — Тереза
- Анни Нелсен — Люси

## Критика
Советский киновед И. И. Лищинский писал в начале 1970-х годов, что «Жюли и Джим» — это лучший фильм в творчестве Трюффо. Он посвящён теме «последних свободных людей»: «Жюль, Джим и Катрин живут по своим законам и своей морали. То, что по общепринятым нормам сомнительно либо неприлично, для них бесспорно и чисто. Они ведут себя вызывающе, но не вызов их цель, а естественная и свободная в их представлениях жизнь». 

## Факты
- В фильме Годара «Женщина есть женщина» Жанна Моро появляется в баре, и герой Жан-Поля Бельмондо спрашивает её — «Когда же выйдут Жюль и Джим?». Это намёк на новый фильм Трюффо, который в то время ещё не был завершён.
- С трагической развязкой «Жюля и Джима» перекликается сюжет фильма «Ванильное небо» (2001), а в комнате главного героя (его играет Том Круз) висит постер с изображением Жанны Моро в роли Катрин.
- «Жюль и Джим» был любимым фильмом Стивена Хокинга.[6]

## Награды и номинации

### Награды
- 1962 — Кинофестиваль в Мар-дель-Плата
  - Лучший режиссёр — Франсуа Трюффо

### Номинации
- 1963 — Премия BAFTA
  - Лучший фильм
  - Лучшая зарубежная актриса — Жанна Моро